# Saint-Romain-Lachalm

Saint-Romain-Lachalm este o comună în departamentul Haute-Loire, Franța. În 2009 avea o populație de 1,049 de locuitori.